# Les Dents du dragon, tome 2
Les Dents du dragon (De Ondergang van de Donderdraak) est le huitième tome de la série de bande dessinée néerlandaise Franka et la dernière partie de l'histoire constituée de diptyque, créé par l'auteur Henk Kuijpers pour l'hebdomadaire néerlandais Eppo no 44 en 1982 sous le titre De Tanden van de Draak 2 avant de l'éditer en album cartonné par l'éditeur Oberon en 1986, en changeant de titre par De Ondergang van de Donderdraak.
En France, il est traduit par Jean-Pierre Mercier et Franck Reichert et publié en album cartonné par Les Humanoïdes Associés en septembre 1987 dans la collection Eldorado. En revanche, lors de la réédition à la même maison d'édition en 2007, le titre est renommé par Dragon-Tonnerre.

## Descriptions

### Personnages
- Franka, la secrétaire avant d'être l'héroïne.
- Ava Aadelaar, professeur paléontologue.
- Maï Maï,
- Bars, un Bulldog, le chien de Franka.
- Jarko Jansen, employé du musée du crime dont Franka était secrétaire.
- Professeur Pierro Pirandello, assistant de Huntington.
- Hubert George Huntington
- Kublai Khan, prince de l'empereur de la Chine et la Mongolie.

### Lieux
- Groterdam
- Xanadu
- Londres
- Himalaya
- Asie
- Hong Kong
- Venise
- Manille
- Amak

## Album
Aux Pays-Bas
- 8 De Ondergang van de Donderdraak, Oberon, 1986
Scénario et dessin : Henk Kuijpers - (ISBN 90-320-3070-1)

En France
- 5 Les Dents du dragon, tome 2, Les Humanoïdes Associés, Eldorado, 1987
Scénario et dessin : Henk Kuijpers - (ISBN 2-7316-0489-1)